# 鈴木善幸內閣
鈴木善幸内閣（日语：／ Suzuki Zenkō Naikaku */?）是日本眾議院議員、自由民主黨總裁鈴木善幸就任第70任內閣總理大臣（首相）後，自1980年7月17日至1981年11月30日組成的內閣。

## 國務大臣
- 內閣總理大臣 - 鈴木善幸
- 法務大臣 - 奥野誠亮
- 外務大臣 - 伊東正義／園田直（1981年5月18日 -）
- 大藏大臣 - 渡邊美智雄
- 文部大臣 - 田中龍夫
- 厚生大臣 - 齋藤邦吉／園田直（1980年9月19日 - 1981年5月18日）／村山達雄（1981年5月18日 -）
- 農林水產大臣 - 龜岡高夫
- 通商產業大臣 - 田中六助
- 運輸大臣 - 鹽川正十郎
- 郵政大臣 - 山內一郎
- 勞動大臣 - 藤尾正行
- 建設大臣 - 齊藤滋與史
- 自治大臣、國家公安委員會委員長 - 石破二朗／安孫子藤吉（1980年12月17日 -）
- 內閣官房長官 - 宮澤喜一
- 總理府總務長官、沖繩開發廳長官 - 中山太郎
- 行政管理廳長官 - 中曾根康弘
- 北海道開發廳長官、國土廳長官 - 原健三郎
- 防衛廳長官 - 大村襄治
- 經濟企劃廳長官 - 河本敏夫
- 科學技術廳長官 - 中川一郎
- 環境廳長官 - 鯨岡兵輔
  - 內閣法制局長官 - 角田禮次郎
  - 內閣官房副長官（政務） - 瓦力
  - 內閣官房副長官（事務） - 翁久次郎
  - 總理府總務副長官（政務） - 佐藤信二
  - 總理府總務副長官（事務） - 菅野弘夫／川村皓章（1981年1月23日 -）

## 外部連結
- 閣僚名單 （页面存档备份，存于）